# Harry Potter Trading Card Game
Harry Potter Trading Card Game è un gioco di carte collezionabili dedicato al mondo di Harry Potter, pubblicato nel 2001 dalla Wizards of the Coast e creato da Paul Peterson, Skaff Elias e Mike Elliott.
Oltre al Set Base (composto da 116 carte), furono rilasciate altre 4 espansioni:
- Quidditch Cup (80 carte)
- Diagon Alley (80 carte)
- Adventures at Hogwarts (80 carte)
- Chamber of Secrets (144 carte)

Nell'ottobre del 2002 il gioco fu cancellato dalla stessa Wizards of the Coast.